# Leopold von Sacher-Masoch
Il barone Leopold von Sacher-Masoch (Leopoli, 27 gennaio 1836 – Lindheim, 9 marzo 1895  oppure Mannheim, 1905) è stato uno scrittore e giornalista austriaco di origini ucraine. Il termine "masochismo" deriva dal suo nome. La sua opera più celebre è Venere in pelliccia.

## Biografia
Nacque da Leopold Johann Nepomuk Ritter von Sacher,  direttore della polizia di Leopoli, e di Caroline Edle von Masoch, ultima discendente di un'antica famiglia slava. Suo nonno, Johann Nepomuk Stephan von Sacher, era direttore della miniera di sale di Wieliczka, ed ottenne nel 1817 il titolo di Croce di Cavaliere dell'Ordine di Leopoldo, e l'elevazione al Cavalierato Nobiliare.
Laureato in giurisprudenza, fu anche narratore e autore di romanzi realistici di ambiente galiziano ed ebraico (L'ultimo re dei Magiari, 1867; Racconti galiziani, 1876; Storie di ebrei polacchi, 1886).

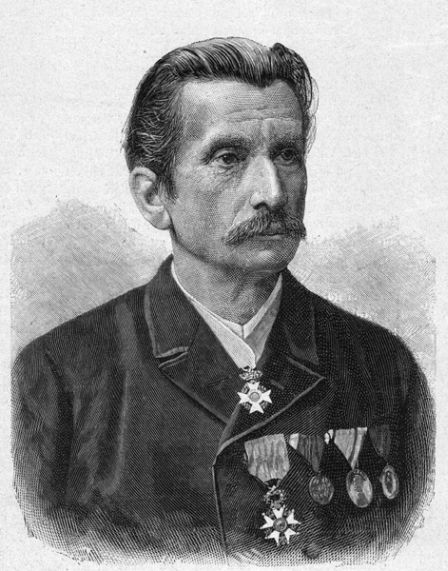
Ritratto di Sacher-Masoch

Sacher-Masoch deve la sua fama ai romanzi erotici (Venere in pelliccia, 1870; Le messaline di Vienna, 1874; Falso ermellino, 1873-1879; Donne crudeli, 1907 postumo), nei quali viene descritta la parafilia che gli fu tipica fino da adolescente, e che lo psichiatra Richard von Krafft-Ebing chiamò successivamente masochismo. Unita al sadismo (dal marchese de Sade, 1740-1814), ha dato origine alla parola sadomasochismo. Egli cercò sempre, più che donne sadiche, donne che accettassero di impersonare il ruolo.
Infine cominciò a dare segni di forte squilibrio mentale e aggressività, oltre al suo solito masochismo, e venne ricoverato dalla seconda moglie Hilda Meister nel manicomio di Lindheim nel 1895, anno in cui viene annunciata la sua morte (altra coincidenza biografica con la vita di Sade, che morì in manicomio). Secondo alcuni studiosi, Leopold sarebbe invece deceduto nel manicomio di Mannheim dieci anni più tardi (1905).

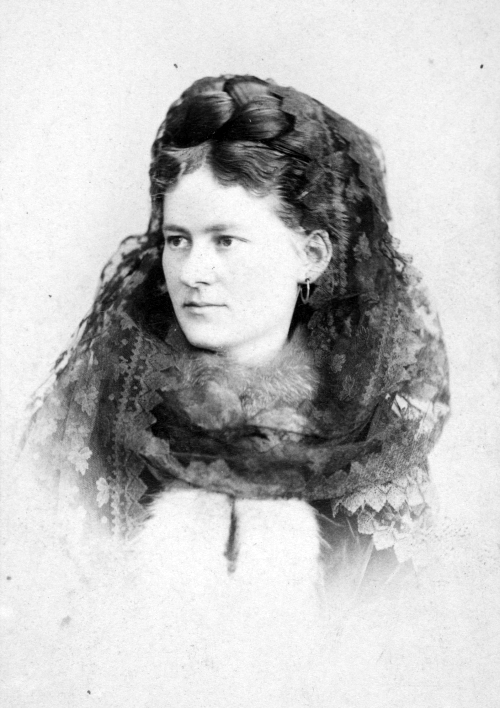
Aurora von Rümelin

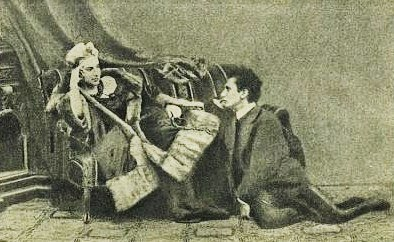
Sacher-Masoch insieme a Fanny Pistor; la loro relazione durò sei mesi nel 1869.

La sua vita privata cominciò a essere conosciuta solo dopo la morte, quando Aurora "Wanda" von Rümelin (che sposò nel 1873 e che fu sua moglie per una decina d'anni) pubblicò (nel 1905) le proprie memorie sotto lo pseudonimo di Wanda von Sacher-Masoch (il nome Wanda con cui Masoch la soprannominava è quello della protagonista di Venere in pelliccia, personaggio ispirato sia da Aurora che da un'amante precedente, la scrittrice Fanny Pistor); sono state tradotte da Adelphi col titolo Le mie confessioni.
Sacher-Masoch era pro-prozio della cantante e attrice britannica Marianne Faithfull, tramite sua madre, la baronessa austriaca Eva von Sacher-Masoch, coniugata Erisso, discendente del fratello dello scrittore.

## Opere in lingua italiana
- Racconti galiziani, trad. Domenico Ciampoli, Milano: Treves, 1881
- Un altro Giobbe, trad. Giacomo Hamilton-Cavalletti, Firenze: Cellini, 1881; Firenze: Libreria editrice fiorentina, 1920
- L'Ilau, trad. S. Colombo, Torino: Loescher, 1885
- Un testamento, collana Piccola Collezione Amena, trad. anonima, Napoli, Pietrocola, 1885.
- Magasso il bandito, trad. anonima, Napoli: Pierro, 1892
- I paradisiaci, trad. Domenico Ciampoli, Roma: Voghera, 1904
- I dispensieri del Cielo, seguito dei Paradisiaci, trad. Domenico Ciampoli, Roma: Voghera, 1909
- Scene del ghetto, trad. Cino Liviah, Milano: Società editoriale milanese, 1909
- Venere in pelliccia, trad. Giulio De Angelis, Firenze: Vallecchi, 1964; Milano: ES (con uno scritto di Gilles Deleuze), 1993 ISBN 88-85357-59-8 ; ivi, 1999 ISBN 88-86534-80-9; ivi 2004 ISBN 88-87939-55-1; Milano: L'Espresso, 2003
- Falso ermellino, trad. Elisabetta Butzberger, Milano: Corno, 1966
- La madre santa, trad. Achille Sansone, Milano: SugarCo, 1968; Milano: Longanesi, 1976; Milano: SugarCo, 1990 ISBN 88-7198-041-7
- Venere in pelliccia, trad. Antonio Agriesti, Milano: Foro, 1968
- Emilienne la pervertita, trad. Mario Conforti, Torino-Padova: MEB, 1969; poi come La pervertita: storia di amore e di delirio erotico nell'Europa agli albori del '900, ivi, 1993 ISBN 88-7669-408-0
- L'amore crudele, trad. Gilda Patitucci, Milano: SugarCo, 1969; Milano: Longanesi, 1974; Milano: SugarCo, 1990 ISBN 88-7198-019-0
- Venere in pelliccia, trad. Alessio Melitretto, Bompiani, Milano, 1978; Milano: Sonzogno, 1986; Milano: Bompiani, 1991 ISBN 88-452-0482-0; trad. Milano: Sperling, 1995 ISBN 88-7824-504-6
- Venere in pelliccia, trad. a fumetti di Guido Crepax, con presentazione di Sergio Finzi, Bergamo: Euroclub, 1986; Milano: Olympia press, 1984; Milano: ES, 2001 ISBN 88-87939-23-3
- Il Raffaello degli Ebrei, a cura di Franca Ortu, Faenza: Mobydick, 1994 ISBN 88-85122-50-7
- Notte di luna, a cura di Franca Ortu, Faenza: Mobydick, 1995 ISBN 88-85122-66-3
- Venere in pelliccia, trad. Gianni Cesana, Milano: La spiga, 1995 ISBN 88-7100-785-9
- La madre di Dio, trad. Umberto Gandini, con uno scritto di Bernhard Doppler, Milano: ES, 1995 ISBN 88-86534-01-9
- Racconti di Galizia, trad. Giuseppe dall'Ongaro, Roma: Edizioni dell'Altana, 1997 ISBN 88-86772-07-6
- Diderot a Pietroburgo, a cura di Sandro M. Moraldo, Palermo: Sellerio, 1998 ISBN 88-389-1427-3
- Wanda von Sacher-Masoch, Le mie confessioni, trad. Gisele Bartoli e Claudia Beltramo Ceppi, Milano: Adelphi, 1977 e 1998 ISBN 88-459-1412-7
- L'Haydamak, trad. Damiano Cattaneo, Cernobbio: Associazione culturale Archivio Cattaneo, 2014 ISBN 978-88-905349-7-3
- Don Juan di Kolomea, trad. Damiano Cattaneo, Cernobbio: Associazione culturale Archivio Cattaneo, 2014 e 2015 ISBN 978-88-98086-21-4
- Frinko Balaban, trad. Damiano Cattaneo, Cernobbio: Associazione culturale Archivio Cattaneo, 2015 ISBN 978-88-98086-15-3
- Chiaro di luna, trad. Damiano Cattaneo, Cernobbio: Associazione culturale Archivio Cattaneo, 2015 ISBN 978-88-98086-25-2
- L'amore, trad. Damiano Cattaneo, Cernobbio: Associazione culturale Archivio Cattaneo, 2016 ISBN 978-8-89808-627-6
- La proprietà, trad. Damiano Cattaneo, Cernobbio: Associazione culturale Archivio Cattaneo, 2017 ISBN 978-8-89808-610-8
- Donne slave, trad. Damiano Cattaneo, Cernobbio: Associazione culturale Archivio Cattaneo, 2018 ISBN 978-88-9808-622-1
- Racconti di Galizia, trad. Damiano Cattaneo, Cernobbio: Associazione culturale Archivio Cattaneo, 2020 ISBN 978-88-98086-32-0
- Confessioni, trad. Antonietta C. Zazzara, Cernobbio: Associazione culturale Archivio Cattaneo, 2020 ISBN 978-88-98086-36-8
- Estetica della bruttezza, trad. Maria Teresa Dotti, Cernobbio: Associazione culturale Archivio Cattaneo, 2021 ISBN 978-88-98086-49-8